# 鮑方
鮑方（1922年11月13日—2006年9月22日），原名鮑繼煥，香港已故男演員、導演。為金像獎影后鮑起靜及電影攝影師鮑德熹之父。

## 生平

### 家世與早年生活
據鮑方自述，他的高祖父是徽州老字號鲍乾元筆墨莊的創辦人，但在曾祖父一代家道中落:61。然而，他的祖父及父親均娶得狀元之女為妻： 祖母蔣佩芝是嘉慶年間狀元蔣立鏞的獨女；他的母親名為洪寰民，外祖父是同治年間狀元、晚清外交官洪鈞:61。名妓賽金花曾嫁給洪鈞為其三姨太，沒有血緣關係的鮑方稱她為三外婆，但從未見過兩老:61-63。導演李翰祥曾籌備拍攝賽金花的傳記電影，他得知鮑方收藏了一張洪鈞與八國聯軍統帥瓦德西在柏林的合照後，請求鮑方借出該照片，讓他利用美國的新式沖洗技術進行修復，但後來李翰祥逝世，電影未有拍成，照片亦不知所蹤。:60-61
鮑方的父親是中華民國大陸時期官員，曾擔任江西地區的海關稅務官等職。鮑方生於江西南昌巿，幼年時隨母親及祖母在當地生活，並沒跟隨到各地赴任的父親:3,67。7歲時其父擔任南陵縣縣長，鮑方曾在當地定居:9。1934年於南昌百苑洲小學畢業後進入江西省立南昌第一中學就讀。1937年因日本侵華，當時在廣西任職的父親，安排舉家遷至較安全的桂林:68。1941年考進廣西大學法律系。1942年入廣西省立藝術館，抗戰期間演出不少宣傳抗日的話劇，演出話劇包括《大雷雨》、《裙帶風》等。

### 演藝事業
1947年鮑方從廣西大學法律系畢業後，翌年移居香港，先後在永華影業公司、泰山影業公司、藝文影業公司等拍攝國語電影的公司演出，他主演的第一齣電影就是永華影業公司創業作國魂，後來加盟左派經營的長城電影製片、鳳凰影業任演員，隨後成為導演，其中自編自導自演的《屈原》頗獲好評。總計曾演齣電影超過一百部，執導電影30多部，電影編劇十多部。
1980年鮑方獲邀參演的無綫長劇《京華春夢》，他於1982年正式加入無綫電視，主要演出父親、長輩、武林高人等類型的角色。至1999年底，同年開始拍攝的鄉土劇集《茶是故鄉濃》期間他在廣西拍攝外景時突然中風入院，昏迷了三個月後正式退休、並結束了無線電視的賓主關係，《茶是故鄉濃》他為其在無線電視的最後作品。由次女鮑起靜代其宣佈退休。後來又輾轉送往深圳及香港繼續治療，同年他獲香港電影金紫荊獎的終身成就獎。
2006年9月22日在香港灣仔律敦治醫院因肺功能衰退病逝，享年83歲。

## 家庭
鮑方與話劇演員劉甦（藝名）於抗戰時期結婚，妻子於1999年2月上旬因感冒引起肺炎併發症而病歿。鮑方夫婦育有兩女一子：長女鮑起嘉在中銀香港分行任櫃位服務，已經退休；次女鮑起靜是前香港麗的電視、亞洲電視、無綫電視藝員，香港電影金像獎最佳女主角得主；其子鮑德熹（鮑起鳴）是著名電影攝影師，奧斯卡最佳攝影獎得主；女婿方平（鮑起靜丈夫）為香港電影導演及監製。

## 作品
*以下列表只記錄鮑方演出過的影視作品，若有遺漏，請協助補充相關資料。

### 幕前演出

#### 電影
| 年 份  | 片 名                           | 角 色        |
| 1948年 | 國魂（首部作品）永華影業        | 張千         |
| 1948年 | 清宮秘史 永華影業               | 劉光弟       |
| 1949年 | 大涼山恩仇記 永華影業           | 鄭明         |
| 1950年 | 出海雲霞 遠東影業               | 長新         |
| 1950年 | 結婚24小時 遠東影業             | 余富榮       |
| 1951年 | 亡魂谷 泰山影業                 | 孟士元       |
| 1951年 | 十三太保 邵氏兄弟               | 張威廉       |
| 1952年 | 婦人心（周曼華合演）泰山影業    | 王慎行       |
| 1952年 | 毀滅 邵氏兄弟                   | 老馬         |
| 1952年 | 狗兇手 永華                     |              |
| 1952年 | 勾魂艷曲 邵氏父子               | 張團长       |
| 1952年 | 彩鳳還巢 南洋影片、邵氏         |              |
| 1952年 | 香姐兒 南星影片                 | 周逸萍       |
| 1952年 | 拜金的人 永華影業               |              |
| 1952年 | 淑女圖 泰山影業                 |              |
| 1952年 | 虎落平陽 遠東影業               | 應南屏       |
| 1952年 | 方帽子 長城影業                 | 鮑大勝       |
| 1953年 | 化身艷影                        |              |
| 1953年 | 夫婦之間                        |              |
| 1953年 | 神犬喋血記                      |              |
| 1953年 | 新西廂記                        |              |
| 1953年 | 歌女紅菱艷                      |              |
| 1953年 | 翠翠                            |              |
| 1954年 | 小星淚                          |              |
| 1955年 | 父女之間                        |              |
| 1955年 | 迷途的愛情                      |              |
| 1955年 | 一年之計 （與龔秋霞、韋偉合演） | 工廠工人老二 |
| 1956年 | 新寡                            | 劉時俊       |
| 1956年 | 三戀                            | 殷兆宗       |
| 1956年 | 寂寞的心                        |              |
| 1956年 | 大富之家                        | 蘇求實       |
| 1956年 | 孔雀屏                          |              |
| 1957年 | 鳴鳳                            |              |
| 1958年 | 眼兒媚                          |              |
| 1958年 | 玉手擒兇                        |              |
| 1958年 | 柳暗花明                        |              |
| 1959年 | 雙喜臨門                        |              |
| 1959年 | 青春幻想曲                      |              |
| 1959年 | 春到海濱                        |              |
| 1959年 | 野玫瑰                          |              |
| 1959年 | 金屋夢                          |              |
| 1960年 | 草木皆兵                        |              |
| 1960年 | 十七歲                          |              |
| 1960年 | 笑笑笑                          | 沈子鈞       |
| 1961年 | 生死牌                          |              |
| 1962年 | 對窗戀                          |              |
| 1963年 | 三鳳求凰                        |              |
| 1964年 | 風雪一枝梅                      |              |
| 1964年 | 心上人                          |              |
| 1964年 | 龍鳳呈祥                        |              |
| 1964年 | 故園春夢（與夏夢合演）          |              |
| 1965年 | 粉紅色的夢                      |              |
| 1966年 | 審妻                            |              |
| 1967年 | 烽火孤鴻                        |              |
| 1977年 | 屈原                            | 屈原         |
| 1990年 | 都市煞星                        |              |
| 1991年 | 衝擊天子門生                    | 古守忠       |
| 1992年 | 夢醒時分                        |              |
| 1993年 | 蘇乞兒                          | 林則徐       |
| 1993年 | 白髮魔女傳                      |              |
| 1993年 | 黑豹天下                        | 師父         |
| 1995年 | 夜半歌聲                        |              |
| 1995年 | 女人四十                        |              |

#### 電視劇（無綫電視）
| 年 份  | 劇 名                            | 角 色         | 備 註                  |
| 1980年 | 《京華春夢》                     | 金鵬          |                        |
| 1982年 | 《星塵》                         | 文彬          |                        |
| 1982年 | 《萬水千山總是情》               | 阮濤          |                        |
| 1983年 | 《鴨仔里春光》                   | -             |                        |
| 1983年 | 《三相逢》                       | -             |                        |
| 1984年 | 《老爺大過天》                   | -             |                        |
| 1985年 | 《呂四娘》                       | 年羹堯        |                        |
| 1985年 | 《鼓舞》                         | -             |                        |
| 1985年 | 《雪山飛狐》                     | 杜希孟        |                        |
| 1986年 | 《狄青》                         | 楊紫茵        |                        |
| 1986年 | 《孖寶太子》                     | -             |                        |
| 1986年 | 《神劍魔刀》                     | 卓不凡        |                        |
| 1986年 | 《倚天屠龍記》                   | 张三丰        |                        |
| 1987年 | 《大運河》                       | 隋文帝楊堅    |                        |
| 1987年 | 《新紮師兄1988》                 | 卓壽賢        |                        |
| 1988年 | 《餘暉》                         | -             |                        |
| 1988年 | 《誓不低頭》                     | -             |                        |
| 1988年 | 《義薄雲天》                     |               |                        |
| 1988年 | 《大茶園》                       | 羽軒          |                        |
| 1988年 | 《太平天國》                     | 林則徐        |                        |
| 1989年 | 《人海虎鯊》                     | -             |                        |
| 1989年 | 《家山有福》                     | 歐陽朗天      |                        |
| 1989年 | 《晉文公傳奇》                   | 華宇          |                        |
| 1989年 | 《蓋世豪俠》                     | 極樂老人      |                        |
| 1990年 | 《情義兩難》(電視電影)           | -             |                        |
| 1990年 | 《英雄重英雄》(電視電影)         | -             |                        |
| 1990年 | 《優皮幹探》                     | -             |                        |
| 1990年 | 《失職丈夫》                     | -             |                        |
| 1990年 | 《又是冤家又聚頭》               | -             |                        |
| 1990年 | 《笑傲在明天》                   | -             |                        |
| 1990年 | 《天若有情》                     | 華山          |                        |
| 1991年 | 《浪族闊少爺》                   | 富商蔣英      |                        |
| 1991年 | 《龍鳳情長》                     | 周總兵        |                        |
| 1991年 | 《月兒彎彎照九州》               | 杜碩華        |                        |
| 1992年 | 《中神通王重陽》                 | 老掌教        |                        |
| 1992年 | 《極度空靈: 發達之旅》(電視電影) | 梁廣之父親    |                        |
| 1992年 | 《血染黎明》(電視電影)           | 康有為        |                        |
| 1992年 | 《火玫瑰》                       | 傅玉麟        |                        |
| 1992年 | 《血璽金刀》                     | 柳鶴亭        |                        |
| 1992年 | 《巨人》                         | -             |                        |
| 1993年 | 《怒火羔羊》                     | -             |                        |
| 1993年 | 《射鵰英雄傳之九陰真經》         | 上官南        |                        |
| 1993年 | 《黃浦傾情》                     | 董先生        |                        |
| 1993年 | 《賭霸天下》                     | -             |                        |
| 1994年 | 《獨臂刀客》                     | 掌門人        |                        |
| 1994年 | 《俠女遊龍》                     | -             |                        |
| 1994年 | 《成日受傷的男人》               | 吳秉川        |                        |
| 1994年 | 《一夫三妻》                     | -             |                        |
| 1994年 | 《射鵰英雄傳》                   | -             |                        |
| 1994年 | 《烈火狂奔》                     | 程學禮        |                        |
| 1994年 | 《異度凶情》                     | 秦應同        |                        |
| 1994年 | 《親恩情未了》                   | -             |                        |
| 1995年 | 《包青天》                       | 陳公公        |                        |
| 1995年 | 《真情》                         | 董浩天/康展維 |                        |
| 1995年 | 《天降奇緣》                     | 方國堯        |                        |
| 1996年 | 《天地男兒》                     | 徐堅          |                        |
| 1996年 | 《武當張三豐》                   | 覺遠大師      |                        |
| 1996年 | 《笑傲江湖》                     | 風清揚        |                        |
| 1996年 | 《愛在暴風的日子》               | 駱俊          |                        |
| 1996年 | 《雷雨》                         | 周樸園        | （中國國際電視總公司） |
| 1997年 | 《天龍八部》                     | 無名老僧      |                        |
| 1997年 | 《廉政追緝令》                   | 廉 明         |                        |
| 1998年 | 《鹿鼎記》                       | 洪教主        |                        |
| 1999年 | 《雪山飛狐》                     | 無嗔大師      |                        |
| 1999年 | 《金玉滿堂》                     | -             |                        |
| 1999年 | 《天地情緣》                     | 黎少雄        | （1999年北京播映）     |
| 1999年 | 《茶是故鄉濃》                   | 方學軒        |                        |

#### 話劇
- 大雷雨
- 裙帶風

### 電影導演
- 有女初長成（1959年）（與陳靜波聯合執導）
- 亂點鴛鴦（1962年）
- 對窗戀（1962年）
- 假婿乘龍（1964年）
- 我來也（1966年）
- 畫皮（1966年）
- 未婚夫妻（1966年）
- 蟋蟀皇帝（1966年）
- 記（1968年）
- 我又來也（1968年）
- 姻緣道上（1969年）
- 大學生（1970年）
- 屈原（1977年）[5]
- 怪客（1979年）
- 密殺令（1980年）
- 嶗山鬼戀（1984年）

### 電影編劇
- 有女初長成（1959年）
- 我們要結婚（1962年）
- 亂點鴛鴦（1962年）
- 假婿乘龍（1964年）
- 記（1968年）
- 大學生（1970年）
- 屈原（1977年）
- 怪客（1979年）
- 嶗山鬼戀（1984年）

## 曾獲獎項

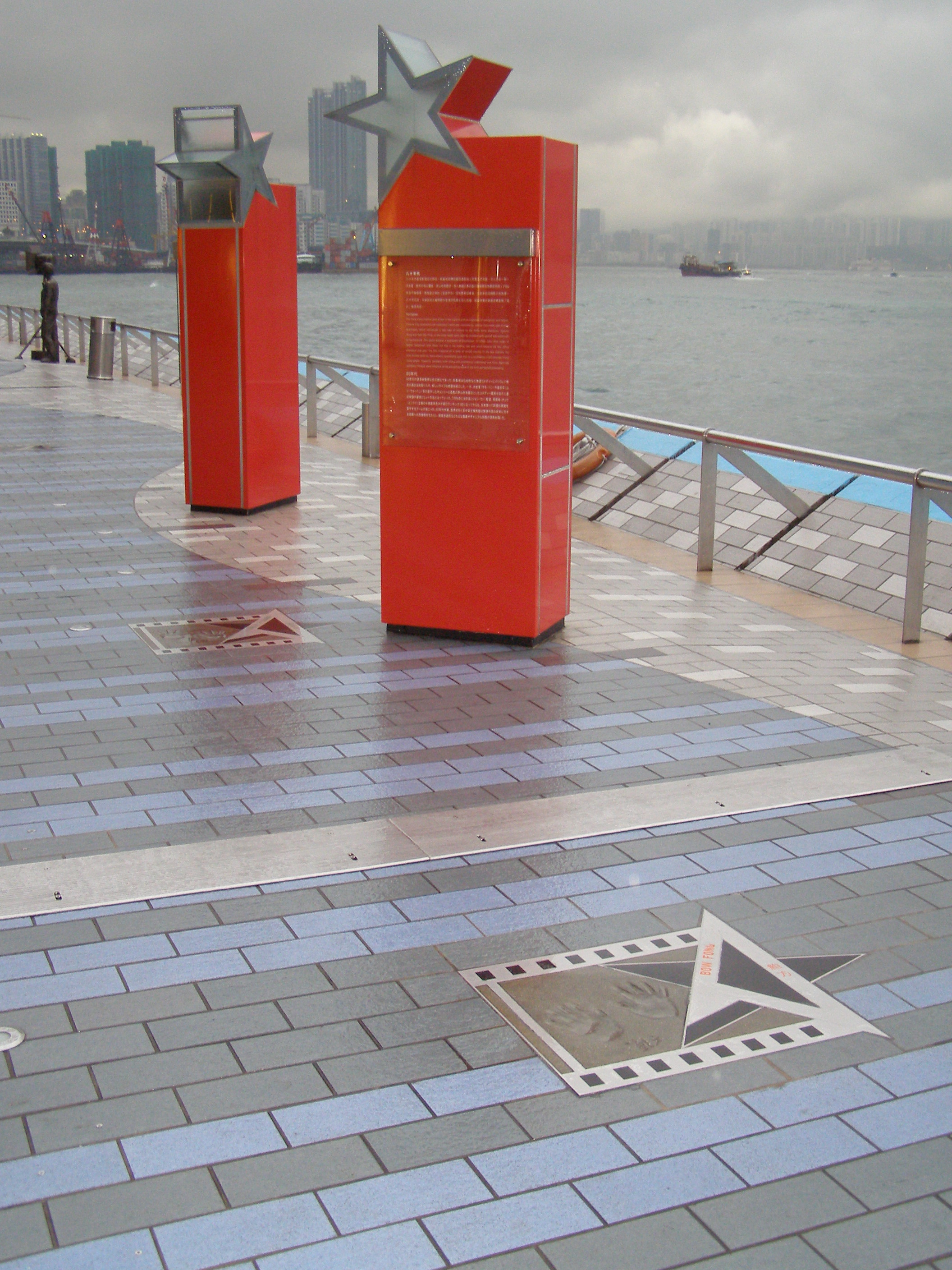
香港星光大道，前面為鮑方的手印及簽名

- 中國電影藝術表演學會：特別榮譽獎（1993年）
- 中國電影藝術表演學會：中華影星榮譽獎（1995年）
- 香港電影金紫荊獎：終身成就獎（2000年第五屆）
- 中國電影表演藝術學會：中國電影百周年百位優秀演員（2006年）

## 軼聞
鮑方曾在著作中以不具名形式透露，1950年代一名粵語片知名男演員曾對他示愛，他表示對同性戀反感。:55-59

## 外部連結
- 鮑方在互联网电影资料库（IMDb）上的資料（英文）
- 鮑方在香港影庫上的簡介
- 鮑方在豆瓣上的资料（简体中文）
- 鮑方在时光网上的簡介（简体中文）